# Złota Bulla Beli IV
Złota Bulla Beli IV – dokument wydany w 1267 roku przez królów Węgier Belę IV i Stefana V. Był to przywilej szlachecki ograniczający władzę króla na rzecz magnatów. Wprowadzał podział na stan magnacki i stan szlachecki. Przyznawał szlachcie liczne prawa w ramach samorządu (komitaty), ale jednocześnie uzależniał ją od magnaterii. Traktowany jest także jak potwierdzenie Złotej Bulli jego ojca z roku 1222.
Ten akt porównywalny jest z angielską Magna Charta Libertatum, jako że stał się podstawą praw i wolności rycerstwa i możnowładztwa węgierskiego. Dokument umożliwiał im wypowiedzenie posłuszeństwa królowi w razie złamania przezeń prawa, zapewniał wolność od podatków,   nietykalność osobistą, wpływ na obsadę urzędów ziemskich, sprawowanie kontroli nad rządami za pośrednictwem corocznie zwoływanego sejmu, wprowadzał też zakaz nadawania ziemi i urzędów cudzoziemcom.